# Peporro
José Fernández Pérez (San Sebastián, España, 24 de septiembre de 1929 - 27 de julio de 2004) es un exfutbolista español que se desempeñaba como centrocampista.

## Clubes
| Club                    | País   | Año       |
| ----------------------- | ------ | --------- |
| Real Sociedad de Fútbol | España | 1950-1961 |
| Elche C. F.             | España | 1961-1962 |